# 住田正則
住田 正則（すみた まさのり、1948年6月4日 - ）は、日本の実業家。東京都出身。株式会社ココスジャパン元代表取締役社長。

## 人物
東京都出身。1972年、上智大学法学部卒業。同年4月、日綿實業株式会社（現・双日株式会社）入社。2003年、ニチメン株式会社（現・双日株式会社）執行役員人事・総務部長に就任。2004年、株式会社なか卯代表取締役社長に就任。2009年、株式会社華屋与兵衛代表取締役社長に就任。2010年、株式会社ココスジャパン社長執行役員に就任。2011年、同社代表取締役社長に就任。2017年、同社代表取締役社長から退任。

## 略歴
- 1972年、上智大学法学部卒業、同年4月、日綿實業株式会社（現・双日株式会社）入社
- 2003年、ニチメン株式会社（現・双日株式会社）執行役員人事・総務部長就任
- 2004年、株式会社なか卯代表取締役社長就任
- 2009年、株式会社華屋与兵衛代表取締役社長就任
- 2010年、株式会社ココスジャパン社長執行役員就任
- 2011年、同社代表取締役社長就任
- 2017年、同社代表取締役社長退任